# Orianne Lallemand
Orianne Lallemand est une autrice française née le 8 mars 1972 à Soissons dans l'Aisne.
Elle est connue pour sa série jeunesse Loup, créée en 2009 et illustrée par Eléonore Thuillier.

## Biographie
Orianne Lallemand naît le 8 mars 1972 à Soissons dans l'Aisne. 

### Carrière littéraire
Orianne Lallemand est connue pour sa série jeunesse Loup, lancée en 2009 et illustrée par Eléonore Thuillier. Elle est également l'autrice des sagas de littérature jeunesse P’tit Loup et Petite Taupe et d'ouvrages tout public. En 2001, elle publie Mon Poémier, une anthologie de la poésie, chez Mango Jeunesse, puis Tendresse et autres mots doux à partager en 2005, chez Casterman,. 
En 2019, elle publie avec Bruno Pilorget Papa sauveteur, qui rend hommage aux sauveteurs en mer.

#### Le Loup
En 2009, Orianne Lallemand publie aux éditions Auzou Le loup qui voulait changer de couleur. Elle invente le personnage pour l’une de ses filles, alors effrayée par le canidé et l'utilise dans un atelier d'écriture dans une école : « Je voulais détourner l’image effrayante. Mon loup ressemble à ses lecteurs. Il essaie des choses, il est maladroit, mais je reste toujours dans l’imaginaire. » Il est illustré par Eléonore Thuillier.
Développé autour de thèmes fédérateurs, son personnage rencontre rapidement un fort succès. En 2012, il occupe trois positions dans le palmarès des 30 meilleures ventes d'albums jeunesse et six en 2014, dont la première place.
Le loup qui cherchait une amoureuse remporte le prix des Premières lectures 2013. Organisé par l'Association pour favoriser l'égalité des chances à l'école (Apfée) en partenariat avec le ministère de l’Éducation nationale, il est décerné par 10 000 enfants de cours préparatoire.
En 2017, Le loup qui apprivoisait ses émotions rencontre un fort succès, arrivant en tête des ventes en jeunesse illustrés devant Tchoupi, avec 520 000 exemplaires écoulés,.
En 2018, Le Loup est adapté en série animée. Loup compte 156 épisodes de sept minutes et est diffusée sur TF1 et à l’international,,.
En dix ans, le personnage compte sept millions d’exemplaires écoulés dans le monde et est traduit en quarante langues. Il représente 30 pourcent du chiffre d'affaires des éditions Auzou,. Le personnage est décliné sous de nombreuses formes, en papeterie, activités, peluches, cahiers de vacances, etc.
En 2021, Orianne Lallemand publie Le loup qui voulait aller à l’école, imaginé en pleine crise sanitaire de covid-19, qui a privé les élèves de cours en présentiel. Son lancement est accompagné de la distribution aux écoles de 12 000 kits de coloriages, poster et livret pédagogique,. Après dix jours de commercialisation, il cumule plus de 10 000 exemplaires vendus,.
En 2022, avec Le loup qui devenait chef de la forêt, elle invite ses lecteurs et lectrices à réfléchir sur la politique, et sur le "métier de chef".